# 手稲消防署

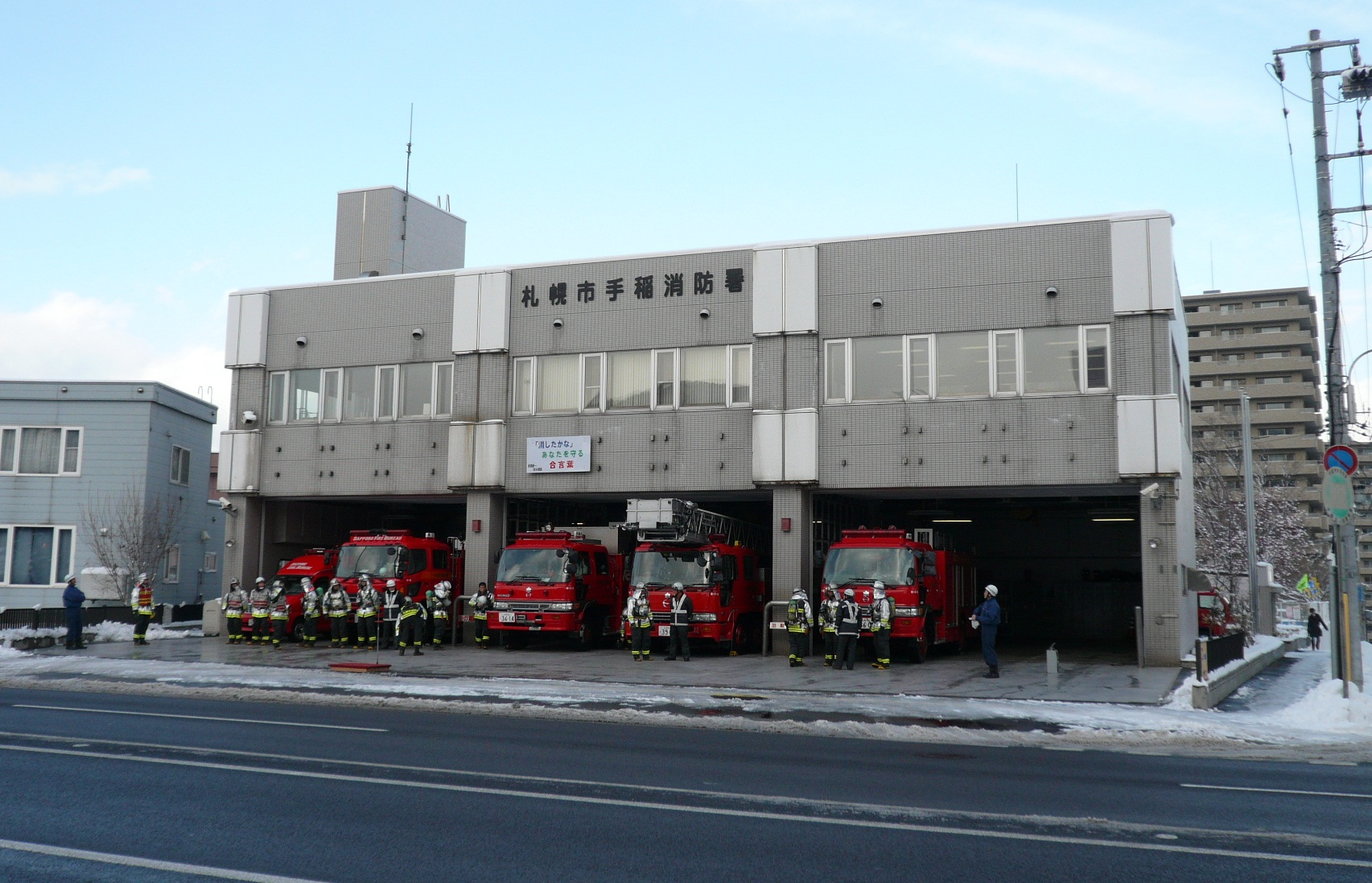
札幌市手稲消防署（2010年11月）

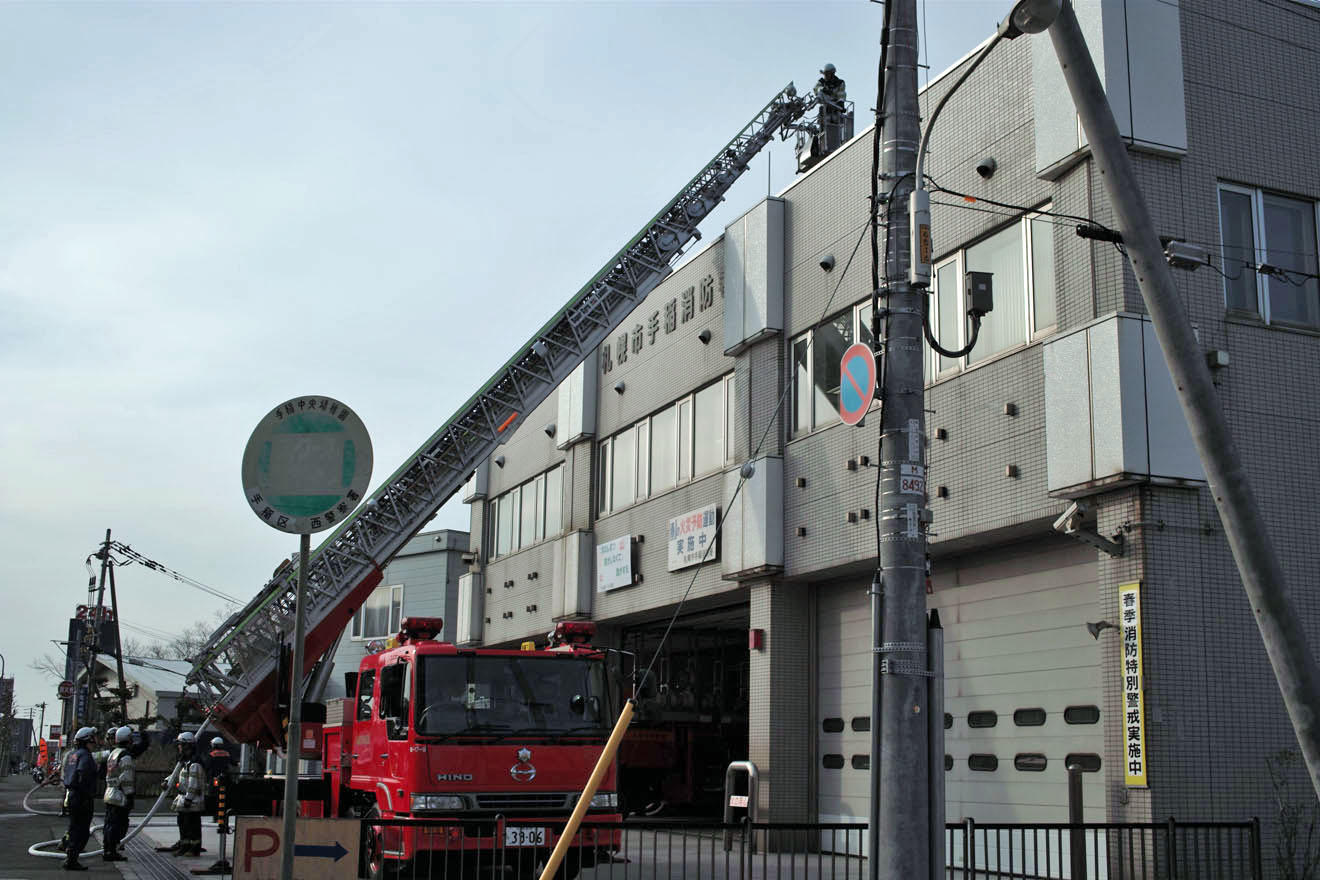
手稲駅西通から（2009年4月）

札幌市手稲消防署（さっぽろしていねしょうぼうしょ）は北海道札幌市手稲区手稲本町にある、札幌市消防局の消防署である。

## 所在地
- 北海道札幌市手稲区手稲本町2条5丁目1-1
  - 北緯43度7分11.2秒 東経141度14分18.7秒 / 北緯43.119778度 東経141.238528度座標: 北緯43度7分11.2秒 東経141度14分18.7秒 / 北緯43.119778度 東経141.238528度

## 概要

### 機構・事務分掌[1]
- 予防課 - 庶務係、防火推進係
- 警防課 - 消防一係、消防二係、消防三係、出張所

## 設置部隊
- 指揮隊
- 救急隊
- 特別救助隊（山岳救助隊、水槽隊兼任）

## 出張所・分遣所
- 曙出張所（前田6条16丁目4-1） 北緯43度8分7.9秒 東経141度14分31秒 / 北緯43.135528度 東経141.24194度
- 稲穂出張所（稲穂3条6丁目7-25） 北緯43度7分37.4秒 東経141度12分56.1秒 / 北緯43.127056度 東経141.215583度
- 西宮の沢出張所（西宮の沢4条1丁目1-19） 北緯43度5分44.1秒 東経141度15分40秒 / 北緯43.095583度 東経141.26111度
- 前田出張所（前田6条5丁目1-9） 北緯43度7分11.5秒 東経141度15分50.6秒 / 北緯43.119861度 東経141.264056度

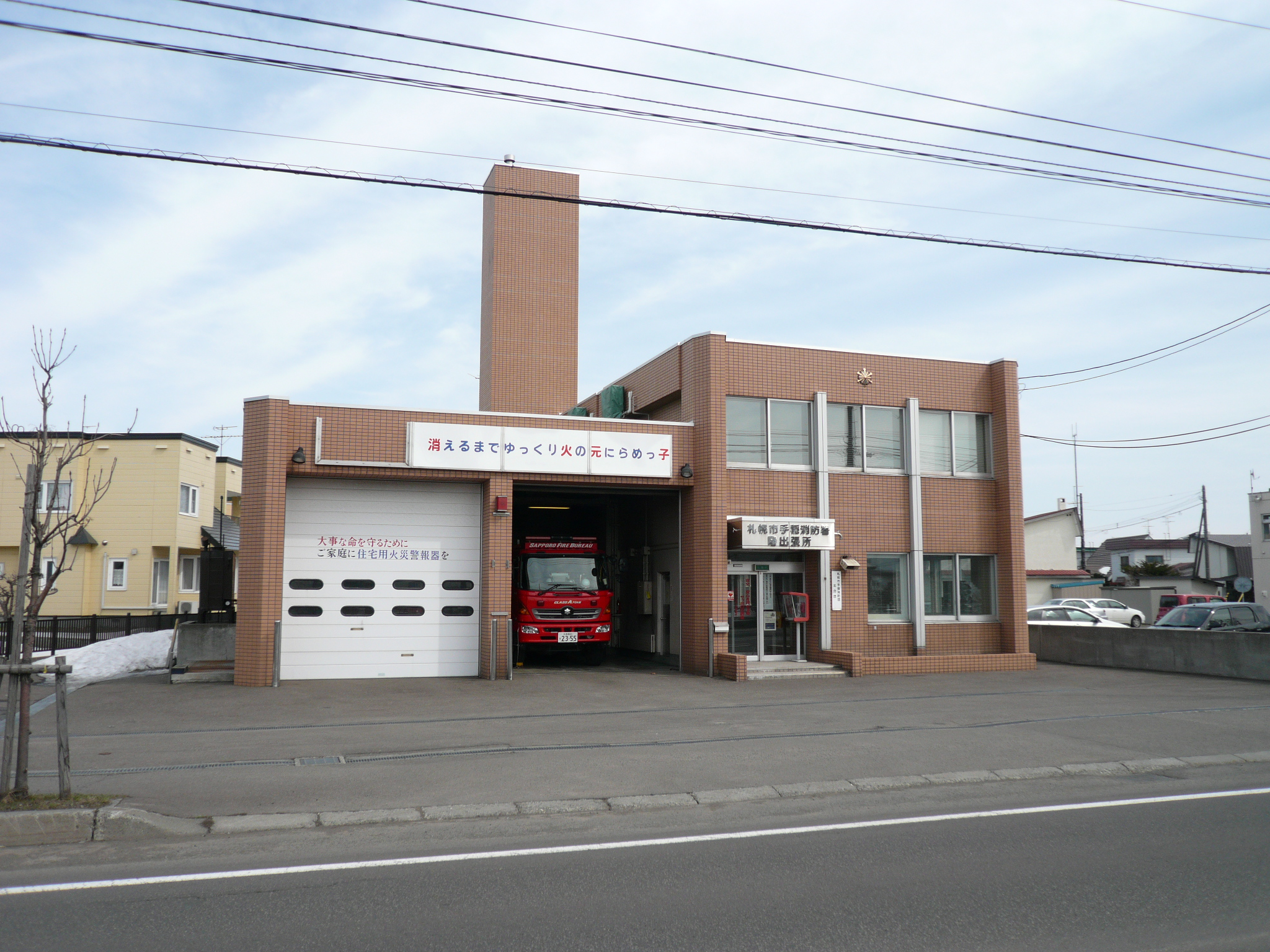
曙出張所
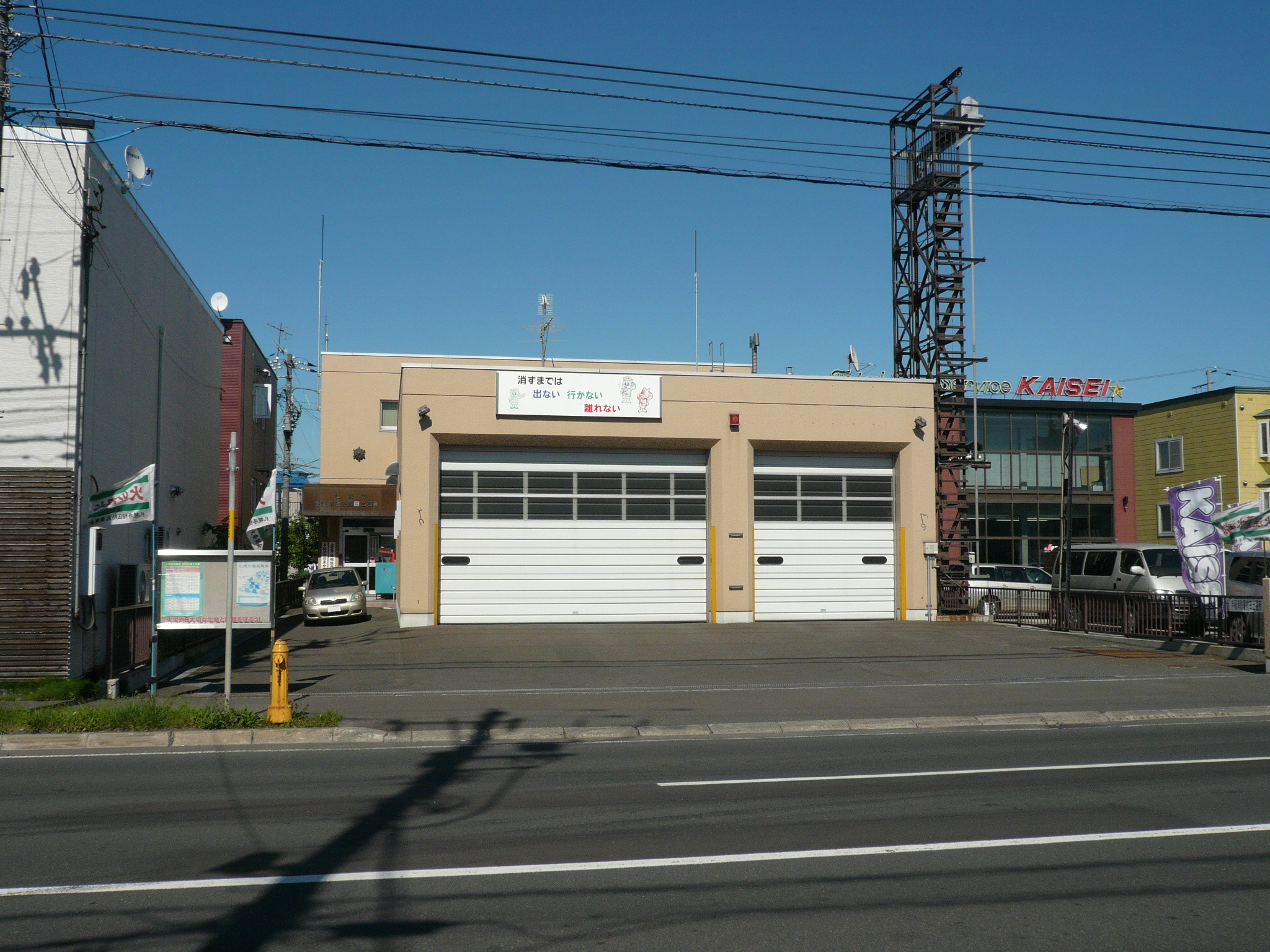
前田出張所

## 交通機関

### 鉄道
- JR北海道函館本線手稲駅から徒歩5分。

### 路線バス
- ジェイ・アール北海道バス「手稲駅通停留所」から徒歩1分。